# رود بردا
بردا (Polish: [brda] (); آلمانی: Brahe) رودی در شمال لهستان است که ریزابه رود ویستولا محسوب می‌شود. درازای این رود ۲۴۵ کیلومتر و حوضه آبریز آن ۴۶۶۵ کیلومتر مربع است.